# Joma (Mischna)
Joma/יומא (dt. „der Tag“) ist ein Traktat der Mischna in der Ordnung Mo'ed (Festzeiten, Festtag).
Die Bezeichnung יומא ist das aramäische Wort für „der Tag“, hebräisch היום, und bezeichnet den Versöhnungstag (Jom Kippur bzw. Jom haKippurim). Entsprechend lautet die Überschrift in den alten Mischnahandschriften מסכת כפורים Mischnot Kippurim.
Thema des Traktates ist der Versöhnungstag entsprechend Lev 16. Während die ersten sieben Kapitel den Ablauf des Kultes, die Vorbereitungen des Hohepriesters und die Anordnungen für die Opfer behandeln, bezieht sich das achte Kapitel auf Bestimmungen, die auch unabhängig vom Tempel gelten.
Der Traktat ist in den alten Handschriften der vierte in der Ordnung Mo'ed vor Scheqalim, welcher ebenfalls acht Kapitel hat. In den Druckausgaben steht der Traktat aber seit dem Erstdruck in Neapel 1492 an fünfter Stelle.